# Famille de Saint-Germain
Pour les articles homonymes, voir Saint-Germain.
La famille de Saint-Germain est une famille subsistante de la noblesse française, d'ancienne extraction sur preuves de 1453, originaire de Normandie.

## Filiation
Régis Valette écrit que cette famille remonte sa noblesse à l'année 1453.
La famille de Saint-Germain a formé plusieurs branches :
- la branche de Parigny, de Bazoge, représentée au XVe siècle par Pierre de Saint-Germain[3] et Anne de Percy, dame de Parigny ;
- la branche d’Isigny et de Juvigny ;
- la branche d'Annebecq de Saint-Georges d'Aunay et de Saint-Pierre d'Entremont fit preuves de noblesse en 1463[4]. Maintenue noble en 1669, elle fit preuves pour l’ordre de Malte en 1721 sur titres de 1537[2] ;
- la branche du Houlme, maintenue noble en 1674, fit ses preuves pour le service militaire en 1784 sur titres de 1600[2].

### Branche de Parigny (subsistante)

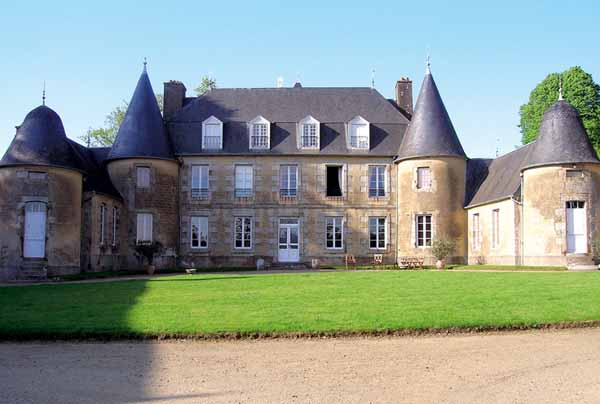
Château de Parigny.

Jean de Saint-Germain épousa en 1339 Gilette de Percy une des filles de Jean de Percy qui lui apporta en dot le fief de Parigny.
Régis Valette retient la date de 1453 pour la filiation suivie de la branche subsistante de Parigny.
Raoul de Warren donne la filiation suivante de cette branche  :
- Andouin de Saint-Germain, marié en 1351 à Jeanne de La Ferrière, dont :
- Gervais de Saint-Germain, seigneur de Naftel, marié en 1403 à Jeanne le Normand de Bois-Tirel, dont :
- Pierre de Saint-Germain, dont :
- Pierre de Saint-Germain, mentionné en 1453, marié à Anne de Percy, dame de Parigny (ou Jean de saint-Germain selon d'autres sources)[3], dont :
- Samson de Saint-Germain, marié en 1487 à Michelle Breillet de Montorin dont :
- Jean de Saint-Germain, marié en 1513 à Gilette Le Maître de Maupertuis, dont :
- Jean de Saint-Germain, seigneur de Parigny, marié à Gilette de Méchinot, dont :
- Gilles de Saint-Germain, marié en 1573 à sa cousine, Léonore de St-Germain (branche de Juvigny), dont :
- Bertrand de Saint-Germain, seigneur de Parigny, marié en 1602 à Anne de La Bazoge, dont :
- Jacques de Saint-Germain, marié en 1633 à Hélène du Hamel, dont :
- Julien de Saint-Germain, seigneur de Parigny, maintenu noble en 1666, marié en 1662 à Madeleine de La Motte-Baracé, d’où :
- Pierre de Saint-Germain, qui continua la branche de Parigny, éteinte à la fin du XVIIIe siècle
- René de Saint-Germain, seigneur de Folleville et de Bazoge, marié en 1733 à Marie Gascher du Tertre, dont :
- Jean Félix de Saint-Germain, admis aux États de Bretagne en 1788, marié en 1770 à Constance de Fréval, dont :
- Jean Félix Samson de Saint-Germain, marié en 1825 à Caroline de Thoury de La Corderie dont :
- Félix Godefroy de Saint-Germain, marié à Julie Le Chapelier, dont :
- Ernest de Saint-Germain, sans postérité de Marie-Alexandrine de Freslon de La Freslonnière.
- Joseph de Saint-Germain, marié en 1895 à Marie-Adélaïde de Trogoff de Boisguézennec, dont postérité.
- Raoul Tancrède de Saint-Germain, marié en 1858 à Marie-Pélagie Lebfèvre de Cheverus nièce du cardinal de Cheverus, dont :
- Emile de Saint-Germain, marié en 1887 à Aline Legrand d’Annerville, dont :
- Raoul de Saint-Germain, marié à Anne-Marie du Bois Saint Séverin, dont:
- Jean de Saint-Germain, marié en 1965 à Marie-Danielle de Prat Thomassin, dont :
- Charles-Éric de Saint-Germain, marié en 1996 à Tiphaine Collinet de La Salle.

### Branche d’Isigny et de Juvigny  (éteinte)
Les Saint-Germain seigneurs d’Isigny et de Juvigny et les Saint-Germain, seigneurs de Parigny, avaient pour ancêtre commun Pierre de Saint-Germain qui acquit en 1351 le fief du Bois-Filipot (Isigny-les-Bois) s'étendant sur Parigny. Le fils ainé de Pierre devint seigneur de Parigny, son fils cadet devint seigneur d'Isigny.
Le fief de Juvigny, qui dépendait du comté de Mortain, passa dans cette branche vers 1530 par le mariage de Gilette de Juvigny, héritière de cette terre avec Geoffroy de Saint-Germain, sieur d’Isigny.
Samson de Saint-Germain de Juvigny, gentilhomme ordinaire de la chambre du roi, capitaine de chevau-légers, auteur du Traité d’état contenant les points principaux pour la conservation des monarchies, fils de Jacques de Saint-Germain de Juvigny, rendit foi et hommage pour le fief de Juvigny le 4 mai 1611. Il épousa Catherine Martel de Basqueville. De cette union sont nés deux filles et un fils, François de Saint-Germain, chevalier, dernier seigneur de Juvigny.

### Branche d'Annebecq (éteinte) et de Saint-Pierre d'Entremont (subsistante)

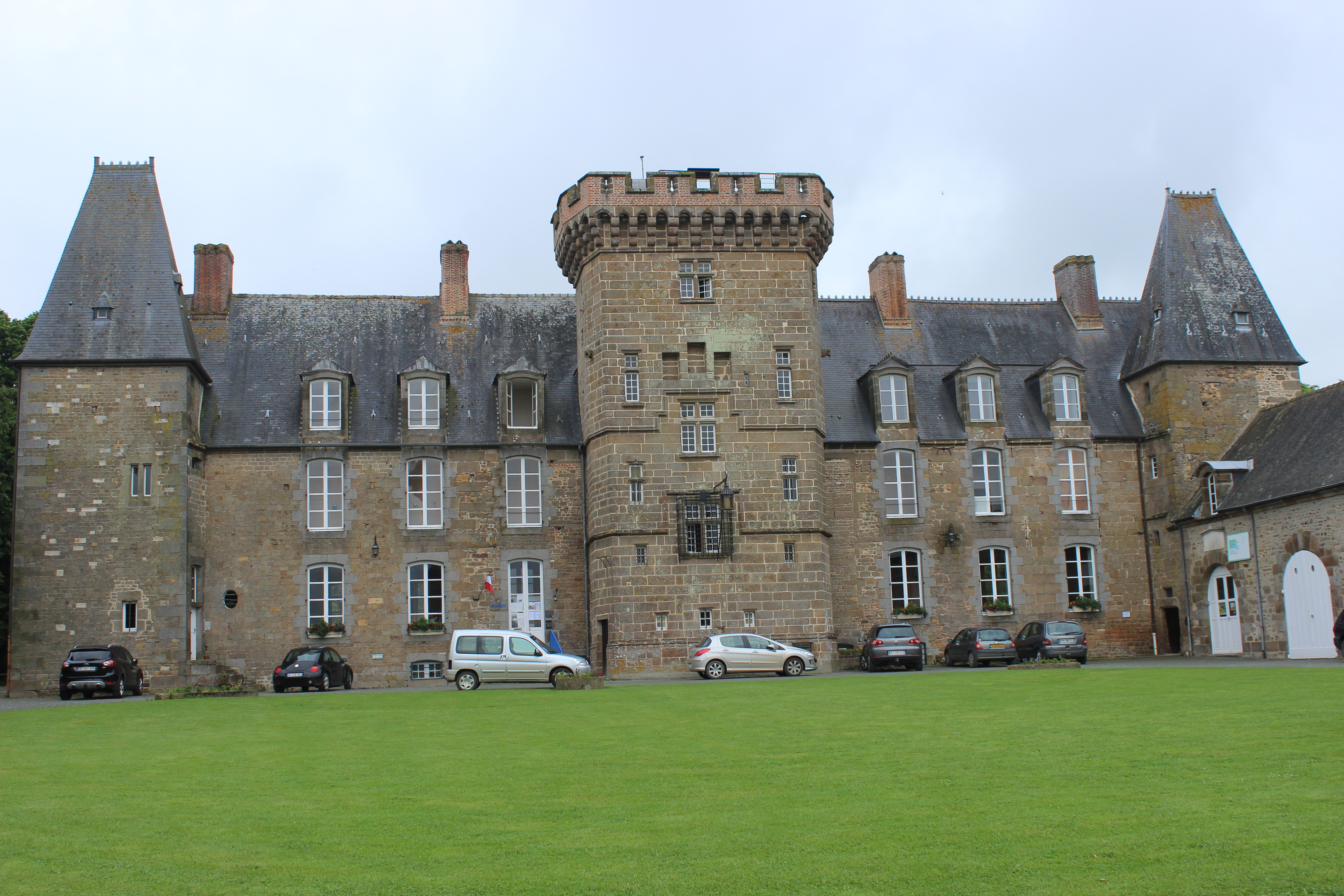
Château de Rânes.

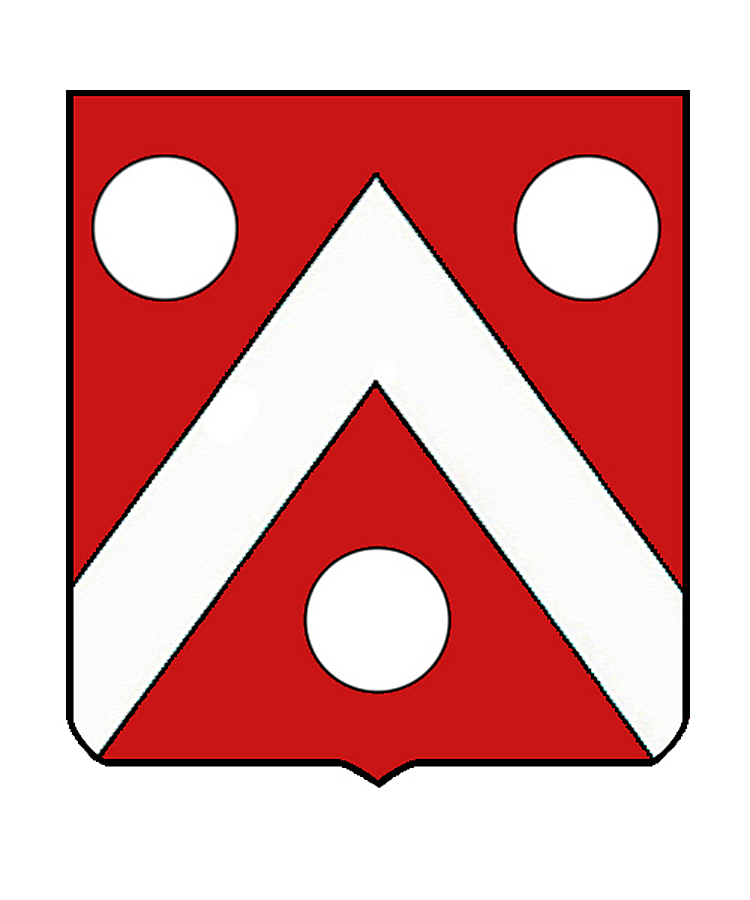
Blason de la Famille de Saint-Germain (Branches d'Annebecq de Saint-Georges d'Aunay, de Saint-Pierre d'Entremont et du Houlme).

Dans son Histoire généalogique de la maison de Harcourt (1662), Gilles-André de La Roque indique qu'Anne de Saint-Germain, fille d'Aubert de Saint-Germain, baron d'Asnebecq et seigneur de Rasnes, a épousé François d'Harcourt, baron de Bonnétable (mort avant 1523). Sur les autres membres de la famille, il mentionne différents porteurs du nom qui tenaient fief et furent reçus chevaliers, mentionnés de 1226 à 1388. Il cite également le mari de Marguerite de Husson, Samson Ier de Saint-Germain, baron d'Asnebecq et de Saint-Georges d'Aunay, seigneur de Rouvrou, qui fit partie, aux côtés de Jacques de Bourbon et de Jean de Luxembourg-Soissons, des personnes dites "de marque et très qualifiées" à qui le roi Louis XI conféra l'ordre de chevalerie, lors de son couronnement à Reims le 15 août 1461.
Il ajoute qu'une généalogie dit que Samson Ier de Saint-Germain et Marguerite de Husson eurent pour enfants : Gilles (père d'Aubert de Saint-Germain, chevalier, seigneur de Rasnes et d'Asnebecq, dont les deux filles héritières, Anne et Jeanne, épousèrent François de Harcourt et Jean de Harcourt qui étaient cousins), Guillaume, Samson II, Jean et Geoffroy.
Samson II de Saint-Germain (3e fils de Samson et de Marguerite de Husson) obtint la seigneurie de Rouvrou et fut nommé en 1488 capitaine des nobles du bailliage de Caen. Il épousa en 1487 Jeanne d'Arquenay, dont il eut deux fils : Jean de Saint-Germain et Julien de Saint-Germain. Jean de Saint-Germain, seigneur de Rouvrou, marié en premières noces à Prégente de Melun, commanda, comme son père, l'arrière-ban des nobles du bailliage de Caen.
Trois générations de la branche d'Annebecq continuèrent à Rouvrou et le dernier de cette branche, Claude de Saint-Germain, épousa noble Marie Turgot.
De Samson II de Saint-Germain est issue la branche des seigneurs de Saint-Pierre d'Entremont. Samson II de Saint-Germain épousa en secondes noces Marie d'Harcourt, veuve de Robert de Fontenay le Husson.

### Branche du Houlme (éteinte)
La branche des seigneurs du Houlme est issue de Jean de Saint-Germain (un arrière-petit-fils de Samson Ier de Saint-Germain et de Marguerite de Husson (voir branche d'Annebecq), et de son épouse Guillemette de Vassy.
- Samson I (1425 -1479), baron d'Annebecq et de Saint-Georges d'Aunay, marié à Marguerite de Husson. 3 fils, dont :
- Samson II marié en 1487 à Jeanne d'Arquenay. 2 fils, dont :
- Jean marié, en secondes noces, à Gillette de Mégaudais de Lévaré, dont :
- Jean, chevalier de l'Ordre du roi, seigneur du Houlme, marié à Guillemette de Vassy, dont :
- Robert (+ av. 1666), seigneur du Houlme, marié en 1625 à Marguerite Lambert, dont :
- Pierre-Charles (+ 1699), chevalier, seigneur du Houlme, marié en 1682 à Françoise des Landes, dont :
- François (1686-1746), chevalier, seigneur du Houlme, marié en 1738 à Anne de Salcède, dont :
- François II (1739-1804), chevalier, seigneur du Houlme, marié en 1767 à Marie-Anne Malherbe de La Moricière, dont :
- Samson, seigneur du Houlme et de La Molière (1775-1847), marié en 1802 à sa cousine Elisabeth-Françoise de Saint Germain, dont :
- François Charles Hervé de Saint Germain du Houlme (1803-1885), marié en 1831 à Aline Elisabeth  du Bouëxic de La Driennays, châtelaine d'Apilly, d'où : Marie de Saint Germain (1833-1886), châtelaine de La Molière, mariée en 1853 au vicomte Georges de Maupeou d'Ableiges, Alix (1837-1915), châtelaine du Houlme, marquise Christian de Belloy de Saint Liénard et Charlotte (1841-1900), châtelaine d'Apilly, comtesse Gustave de Clinchamp (1863).

Cette branche, éteinte en 1885, fut présente à l'Assemblée de la noblesse de Caen de 1789.

## Galerie

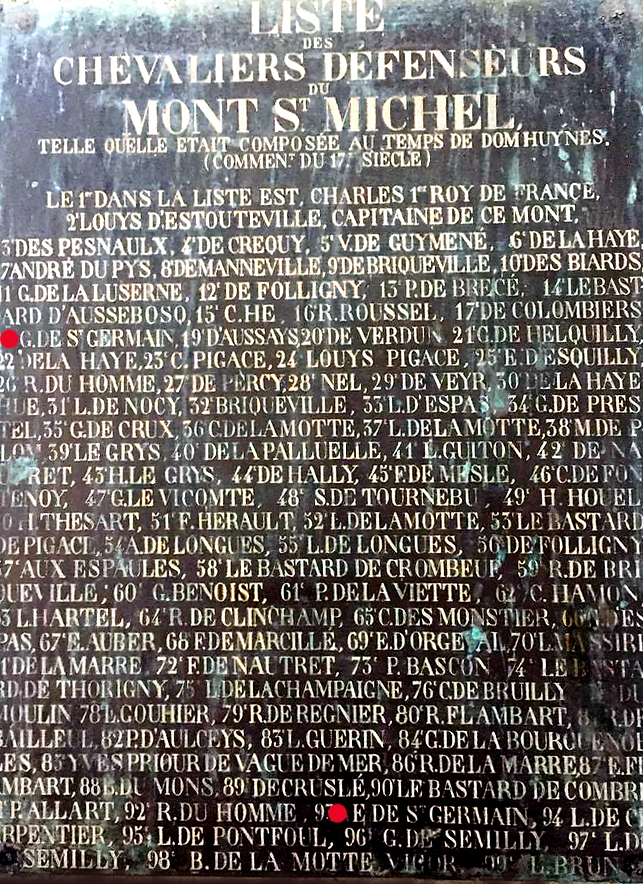
Liste des défenseurs du Mont-Saint-Michel (Plaque située dans le transept droit de l'abbaye du Mont-Saint-Michel)
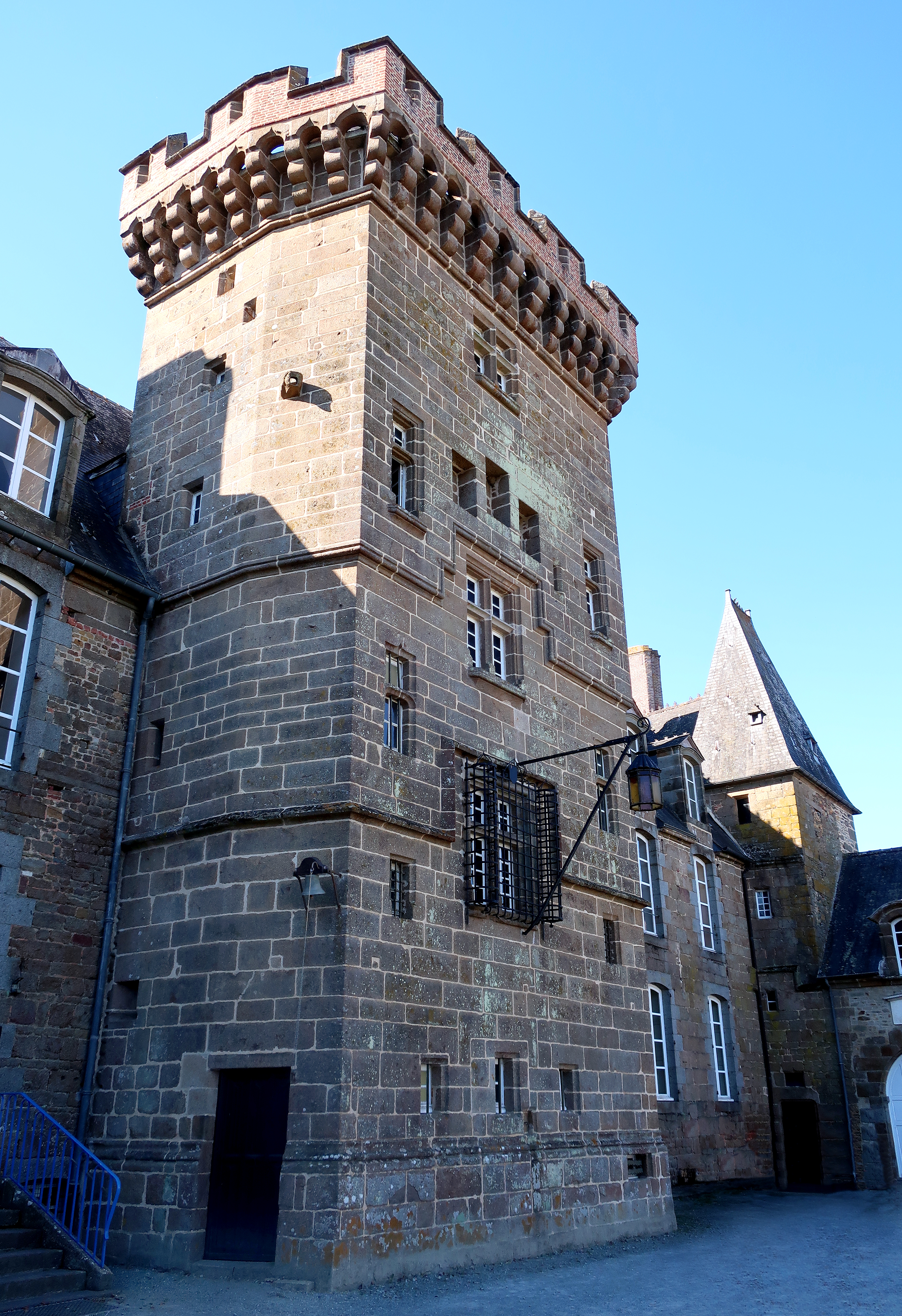
Tour centrale du Château de Rânes, XVe siècle (Baronnies de Rasnes et de Saint-Georges d'Aunay, branche dite d'Annebecq)
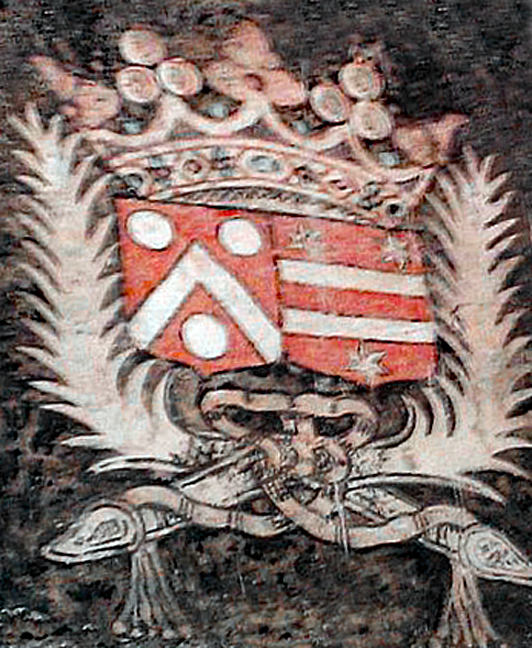
Litre funéraire (détail) de Simon et Léonor de Saint-Germain (Église Saint-Pierre, commune de La Baleine
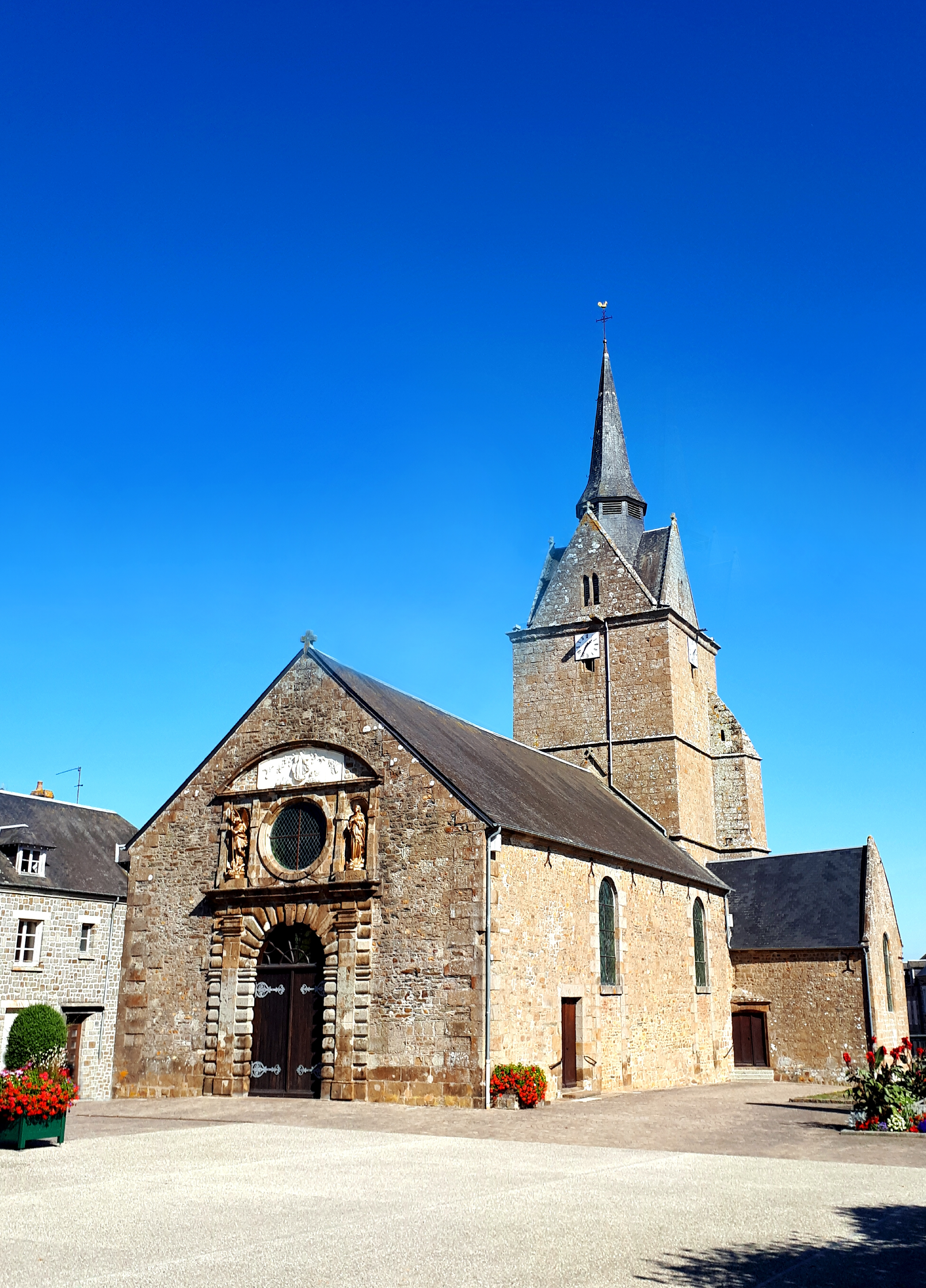
Église de Rânes construite par Samson II de Saint-Germain (Baronnies de Rasnes et de Saint-Georges d'Aunay, branche dite d'Annebecq)